# Torre Orsaia

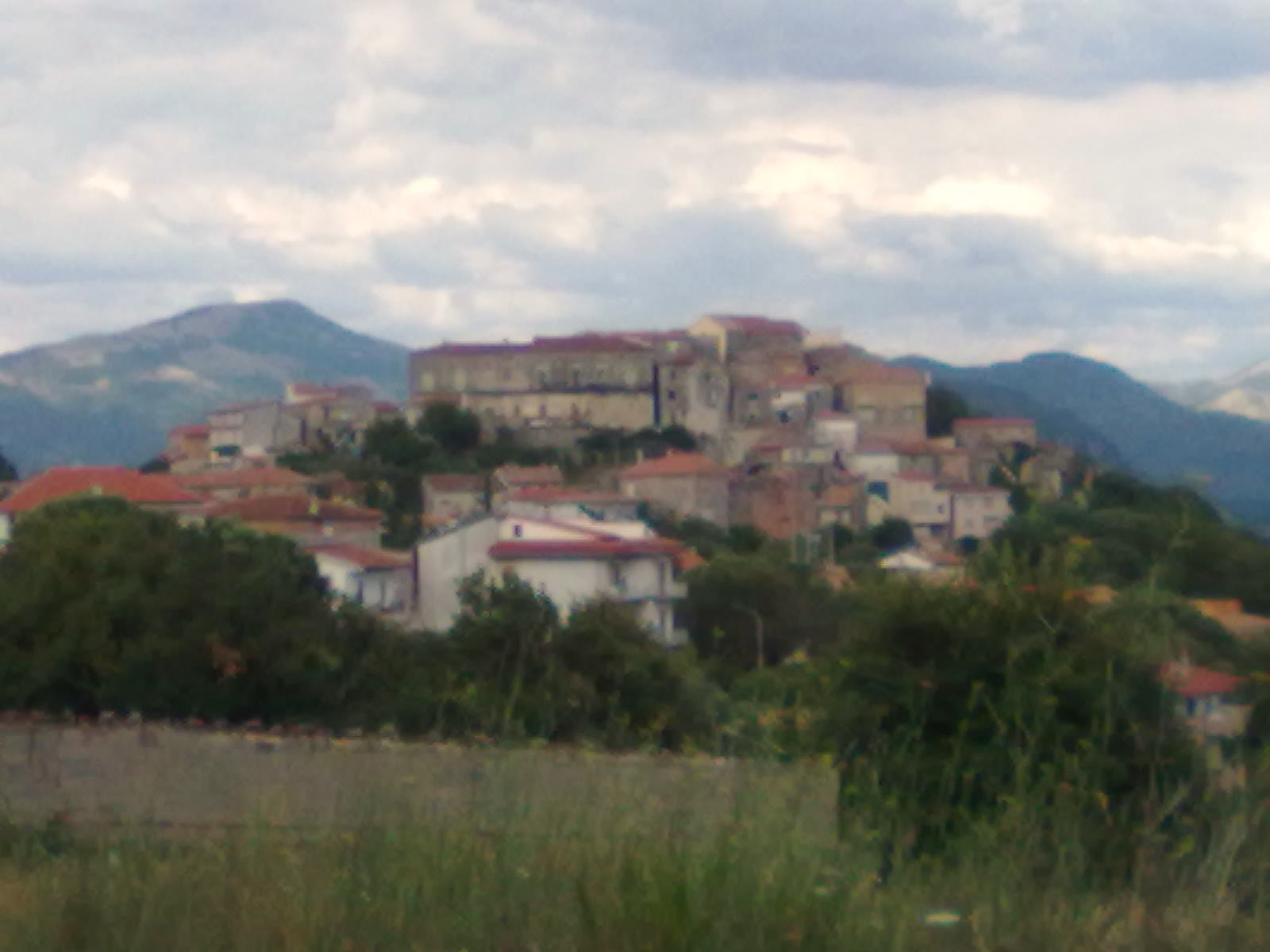
Blick auf den Ortsteil Castel Ruggero

Torre Orsaia ist eine italienische Gemeinde mit 961 Einwohnern (Stand 31. Dezember 2023) in der Provinz Salerno in der Region Kampanien. Der Ort ist Teil der Comunità Montana del Bussento.

## Geografie
Die Nachbargemeinden sind  Caselle in Pittari, Morigerati, Roccagloriosa, Rofrano, San Giovanni a Piro und Santa Marina. Die Ortsteile sind  Borgo Cerreto, Castel Ruggero.